# Stereophonics
A Stereophonics egy walesi rockegyüttes, frontembere Kelly Jones. További tagjai: Richard Jones (nem rokona Kelly-nek), illetve Javier Weyler. A harmadik tag eredetileg Stuart Cable volt, akivel a két Jones együtt nőtt fel Dél-Walesben, Cwmamanben, őt azonban Kelly távozásra kérte fel, hozzáállása miatt. Ezt követően pár koncert erejéig Steve Gorman segített be a Jones-oknak, majd Javier Weyler lett a végleges harmadik tag.
Az együttes 1996-ban szerződött a V2 Records-hoz, s innentől számítható a brit toplisták sorozatos meghódításának szériája[forrás?] az Oasis által inspirált britpop zenéjükkel, ami a hetvenes évek rock&roll világának nyomait is magán viseli.
Az együttes legnagyobb sikerét a 2005-ös kiadású stúdióalbumával érte el, a Language. Sex. Violence. Other? a brit lemezeladási listák csúcsait ostromolta.[forrás?] Az albumról származó Dakota című számuk listavezető lett a UK Singles Chart-on és 18 héten át a listán is maradt.[forrás?]
A zenekar 2005. június 2-án részt vett a Live8 koncerten a londoni Hyde Parkban. [forrás?]
A Maybe Tomorrow című számuk a 2006-os Oscar-díjas Ütközések című film záródala.
2009 november 16-án jelentették meg Keep calm and Carry On című lemezüket a szintén V2 Records-mál, mely itthon csak 2010 februárjában jött ki. Az anyag 11. lett a brit albumlistán, és aranylemez státuszt ért el a szigetországban.

## Diszkográfia

### Stúdióalbumok
- Word Gets Around (1997)
- Performance and Cocktails (1999)
- Just Enough Education to Perform (2001)
- You Gotta Go There to Come Back (2003)
- Language. Sex. Violence. Other? (2005)
- Pull the Pin (2007)
- Keep Calm and Carry On (2009)
- Graffiti on the Train (2013)
- Keep the Village Alive (2015)
- Scream Above the Sounds (2017)
- Kind (2019)
- Oochya! (2022)
- Make 'em Laugh, Make 'em Cry, Make 'em Wait (2025)

### Koncertalbumok
- Live From Dakota (2006)

### Válogatásalbumok
- Decade in the Sun: The Best of Stereophonics (2008)